# Дос Сантос Жуниор, Марио
Марио дос Сантос Жуниор или Жуниор (порт. Mario dos Santos Júnior; 27 октября 1971) — бразильский футболист, нападающий.
Вместе с Да Силвой является одним из первых легионеров в российском футболе и первым — из Бразилии. В России Жуниор в 1995—1996 годах провёл 12 матчей в составе нижегородского «Локомотива», выступавшего в высшей лиге. 22 июля 1995 года забил единственный гол — в ворота камышинского «Текстильщика».
По информации еженедельника «Футбол» непосредственно перед «Локомотивом» Жуниор был в составе клуба первого дивизиона чемпионата штата Сан-Паулу «Понте-Прета», а затем играл за команду второго эшелона «Асуану» (возможно, имелся в виду клуб «Гуасуану» (pt:Clube Atlético Guaçuano)).
Позже за Жуниором и Да Силвой закрепилось прозвище «пляжные футболисты», отражавшее их низкий профессиональный уровень — утверждалось, что они были непрофессиональными футболистами, игравшими только в пляжный футбол. Однако пригласивший бразильцев главный тренер «Локомотива» Валерий Овчинников назвал это мифом — «Нет, наши бразильцы были футболистами. Просто не такими, как те, что сейчас [2009 г.] играют в „Спартаке“.»
Судьба Жуниора после выступления в России неизвестна.